# Болтаєвка
Болтаєвка (рос. Болтаевка) — село в Сурському районі Ульяновської області Російської Федерації.
Населення становить 49 осіб. Входить до складу муніципального утворення Лавинське сільське поселення.

## Історія
Від 2004 року входить до складу муніципального утворення Лавинське сільське поселення.

## Населення
| 2010 |
| ---- |
| 49   |